# Правильный пятиугольник
Правильный пятиугольник (или пентагон от греч. πενταγωνον) — геометрическая фигура, правильный многоугольник с пятью сторонами.

## Свойства
- Угол {\displaystyle \alpha } у правильного пятиугольника (из формулы для всех правильных многоугольников {\displaystyle \alpha ={\frac {(n-2)}{n}}\cdot 180^{\circ }}, где n — количество сторон мноугольника):

{\displaystyle \alpha ={\frac {5-2}{5}}\cdot 180^{\circ }=108^{\circ }}
- Площадь правильного пятиугольника рассчитывается по любой из формул:

{\displaystyle S={\frac {5}{4}}t^{2}\mathop {\mathrm {ctg} } \,{\frac {\pi }{5}}={\frac {{\sqrt {5}}{\sqrt {5+2{\sqrt {5}}}}}{4}}t^{2}={\frac {5}{12}}Rd={\frac {5}{2}}R^{2}\sin {\frac {2\pi }{5}}=5r^{2}\mathop {\mathrm {tg} } \,{\frac {\pi }{5}}},
где {\displaystyle R} — радиус описанной окружности, {\displaystyle r} — радиус вписанной окружности, {\displaystyle d} — диагональ, {\displaystyle t} — сторона.
- Высота правильного пятиугольника:

{\displaystyle h={\frac {\operatorname {tg} \,72^{\circ }}{2}}t={\frac {\sqrt {5+2{\sqrt {5}}}}{2}}t\approx 1{,}5388417685876268t}
- Диагонали правильного пятиугольника являются трисектрисами его внутренних углов.
- Отношение диагонали {\displaystyle d} правильного пятиугольника к стороне {\displaystyle t} равно «золотому сечению», то есть числу {\displaystyle \Phi ={\frac {1+{\sqrt {5}}}{2}}}.

Поэтому радиус вписанной окружности, радиус описанной окружности, высоту и площадь правильного пятиугольника можно вычислить и без использования тригонометрических функций:
- Сторона:

{\displaystyle t=R{\sqrt {\frac {5-{\sqrt {5}}}{2}}}\approx 1{,}1755705045849463~R}
- Радиус вписанной окружности:

{\displaystyle r={\frac {{\sqrt {5}}{\sqrt {5+2{\sqrt {5}}}}}{10}}t\approx 0{,}6881909602355869~t}
- Радиус описанной окружности:

{\displaystyle R={\frac {{\sqrt {1}}0{\sqrt {5+{\sqrt {5}}}}}{10}}t\approx 0{,}85065080835204~t}
- Диагональ:

{\displaystyle d={\sqrt {\Phi {\sqrt {5}}}}R={\frac {{\sqrt {5}}+1}{2}}t\approx 1{,}9021130325903073~R\approx 1{,}618033988749895~t}
- Площадь:

{\displaystyle S={\frac {{\sqrt {5}}{\sqrt {5+2{\sqrt {5}}}}}{4}}t^{2}\approx 1{,}7204774005889671~t^{2}}
- Правильным пятиугольником невозможно заполнить плоскость без промежутков (см. также Паркет)
- Отношение площадей правильного пятиугольника и другого правильного пятиугольника, образованного пересечением диагоналей исходного (середина пятиугольной звезды)

{\displaystyle {\frac {S}{s}}=\Phi ^{4}=3\Phi +2={\frac {3{\sqrt {5}}+7}{2}}\approx 6{,}854101966249685}
где {\displaystyle \Phi } — отношение золотого сечения.

## Построение
Правильный пятиугольник может быть построен с помощью циркуля и линейки или вписыванием его в заданную окружность, или построением на основе заданной стороны. Этот процесс описан Евклидом в его «Началах» около 300 года до н. э.
Вот один из методов построения правильного пятиугольника в заданной окружности:
1. Постройте окружность, в которую будет вписан пятиугольник, и обозначьте её центр как O. (Это зелёная окружность на схеме справа).
2. Выберите на окружности точку A, которая будет одной из вершин пятиугольника. Постройте прямую через O и A.
3. Постройте прямую перпендикулярно прямой OA, проходящую через точку O. Обозначьте одно её пересечение с окружностью как точку B.
4. Постройте точку C посередине между O и B.
5. Проведите окружность с центром в точке C через точку A. Обозначьте её пересечение с прямой OB (внутри первоначальной окружности) как точку D.
6. Проведите окружность с центром в A через точку D, пересечение данной окружности с оригинальной (зелёной окружностью) обозначьте как точки E и F.
7. Проведите окружность с центром в E через точку A. Обозначьте её другое пересечение с первоначальной окружностью как точку G.
8. Проведите окружность с центром в F через точку A. Обозначьте её другое пересечение с первоначальной окружностью как точку H.
9. Постройте правильный пятиугольник AEGHF.

Построение правильного пятиугольника
Построение правильного пятиугольника
- Построение правильного пятиугольника
Альтернативный метод построения правильного многоугольника с помощью линейки и циркуля

## Получение с помощью полоски бумаги
Правильный пятиугольник можно получить, завязав узлом полоску бумаги.

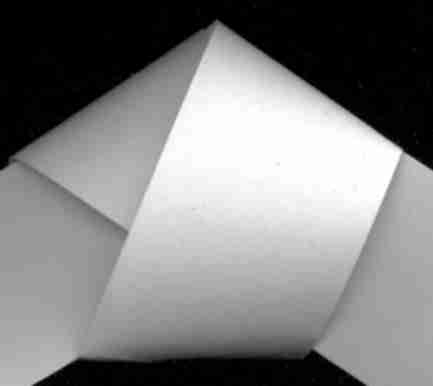
Узел из полоски бумаги, образующий пятиугольник

## В природе
В природе не существует кристаллов с гранями в форме правильного пятиугольника, но исследования формирования водяного льда на ровной поверхности меди при температурах 100—140 K
показали, что сначала на поверхности возникают цепочки молекул шириной около 1 нм не гексагональной, а пентагональной структуры.
Пентасимметрию можно увидеть во многих цветах и некоторых фруктах, например в таких как эта мушмула германская.
Пентасимметрией обладают иглокожие (например морские звёзды) и некоторые растения. См. также Закономерности в природе.

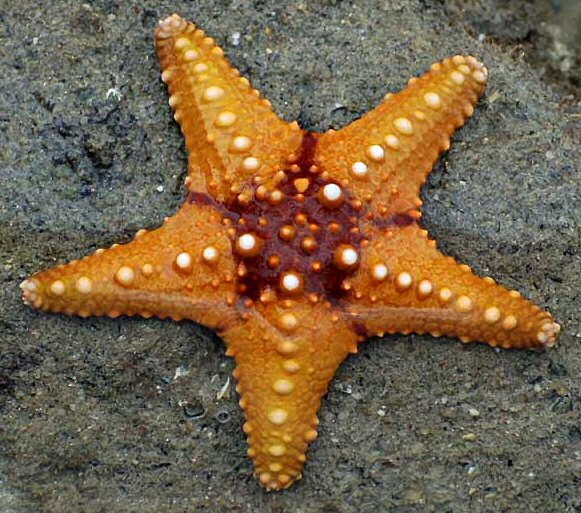
Иглокожие, например морские звёзды, обладают пентасимметрией
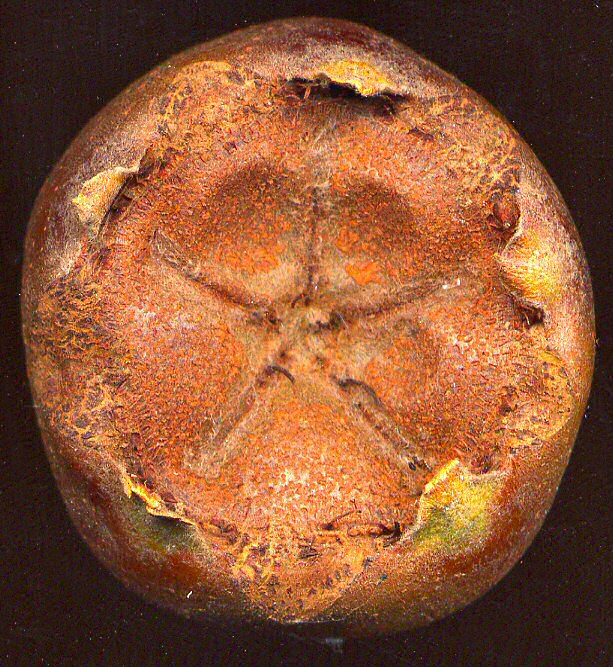
Пентасимметрию можно увидеть во многих цветах и некоторых фруктах, например в таких как мушмула германская

## Интересные факты

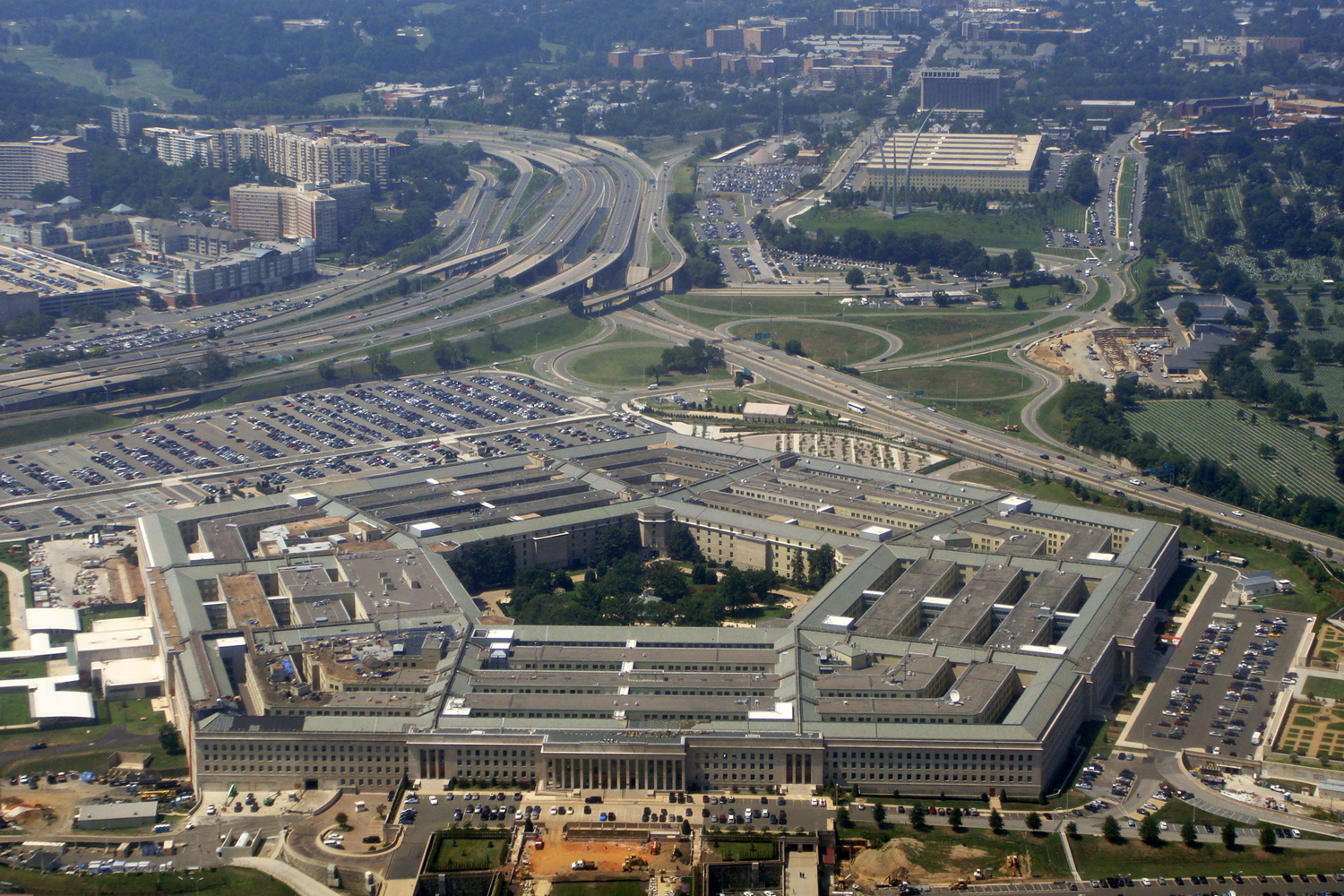
Здание министерства обороны США, известное как Пентагон

- Додекаэдр — единственный из правильных многогранников, грани которого представляют собой правильные пятиугольники[2].
- Правильный пятиугольник — правильный многоугольник с наименьшим количеством углов из тех, которыми нельзя замостить плоскость[3].
- Правильный пятиугольник со всеми его диагоналями является проекцией правильного пятиячейника (4-симплекса).
- Пентагон — здание министерства обороны США — имеет форму правильного пятиугольника.